# Краниология
Краниоло́гия (от др.-греч. κρανίον — череп и λόγος — слово) — комплекс научных дисциплин, изучающих нормальные вариации формы черепа у человека и животных.
Для характеристики строения черепа используют измерительные признаки (краниометрия), описательные (краниоскопия), а также определяют индивидуальные особенности строения с помощью специальных приборов, позволяющих получить изображение черепа в различных плоскостях и проекциях (краниография). Краниологические исследования широко применяются в антропологии. В морфологии человека исследуют закономерности изменчивости и связей признаков строения черепа, возрастные изменения, половые различия и т. п. для решения общетеоретических проблем и для задач прикладной антропологии. В учении об антропогенезе данные краниологии используют при характеристике этапов физической эволюции человека и обезьян, что позволяет выделить комплексы особенностей, свойственные последовательным стадиям формирования черепа. В расоведении на основе изучения черепного материала делаются заключения о путях дифференциации расовых типов. Сопоставление краниологических серий одной или разных эпох, связанных с определённой территорией, выявляет сходство или различие древнего населения этих территорий. Широкую известность получили работы, касающиеся восстановления по черепу облика древнейших и современных людей.
Основные методики современной краниологии были предложены И. Ф. Блуменбахом (считается основоположником), П. Брока, Р. Мартином.